# Waalse Furie in Dokkum
De Waalse Furie in Dokkum was van 12 tot en met 15 september 1572 een Staatse bezetting tijdens de Tachtigjarige Oorlog, gevolgd door een bloedig ontzet van Waalse troepen in Spaanse dienst. Het ontzet moest een einde maken aan de gemeenschappelijke Geuzen-, boeren- en burgerbezetting van Dokkum onder leiding van hopman Sipke van Scheltema. Het ontzet ontaardde in een grootschalige plundering, gevolgd door een stadsbrand.

## Aanloop
In augustus 1572 hadden de steden Sneek, Bolsward en Franeker zich in de lijst van opstandige steden geschaard. In september had Caspar de Robles (stadhouder van Friesland, Groningen en Drenthe tijdens het begin van de Tachtigjarige Oorlog) al kustplaatsen versterkt tegen plunderende Geuzen. In Dokkum had hij een extra bolwerk laten oprichten en er een bezetting achtergelaten. Deze bezetting deed regelmatig uitvallen in de omgeving, waar omringende dorpen zwaar onder moesten lijden. Binnen Dokkum hadden met name gereformeerden te lijden onder onmenselijke wreedheid. Joost van Schouwenburg, stadhouder van de prins, was van plan om Dokkum voor de Staatsen in te nemen. Hopmannen Sipke van Scheltema en Sikke Tjessens ondersteunden hem daarin, zij zouden heimelijk troepen werven. Caspar de Robles had vernomen van de plannen, waardoor de hoplieden moesten vluchten. Scheltema vluchtte naar Ameland, daar lag een boot met negentig Geuzen onder bevel van ene Gijbrecht. Samen waagden zij de aanslag op Dokkum.

## Geuzeninval
Scheltema was met de Geuzengroep naar Dokkum gevaren met de bedoeling de stad in te nemen voor de prins. Zij kregen daarbij hulp van de op wraak beluste boeren uit de omgeving van Dokkum, zodat zij gezamenlijk op 12 september bewapend met hooivorken en knuppels de kleine bezetting uit Dokkum wisten te jagen. Uit naam van Willem van Oranje nam Scheltema de stad in, bejubeld door de burgers. De kerken werden geplunderd. Bijna alle geestelijken verlieten de stad, op een monnik na. Enkele katholieken en Waalse soldaten, die nog waren achtergebleven, waren de kerktoren in gevlucht, daar hadden zij zich verschanst in afwachting tot ontzet. Zij hadden voldoende wapens en munitie en voorraden tot hun beschikking. Ook enkele burgers wilden de stad verlaten uit vrees voor Spaanse represailles, maar dit werd hen uitdrukkelijk verboden. Mensen die katholieke vluchtelingen verborgen hielden in hun huis zouden op straffe des doods terecht worden gesteld. Enkele burgers werden opgepakt en opgesloten. Ze werden daarbij met stenen en mest bekogeld door de jeugd. De stad werd in staat van verdediging gebracht, ook vrouwen en kinderen moesten meehelpen. Met plaggen, takken en houten planken werd een stadswal opgeworpen en een gracht gegraven. Sikke Tjessens zou met de troepen van Schouwenburg vanuit Franeker ondersteuning bieden aan de Geuzen te Dokkum, maar de troepen van Caspar de Robles wisten dit te verhinderen. Intussen probeerden de Geuzen de verschanste katholieken en Walen uit de kerktoren te verdrijven. Hierbij werd de enige monnik die achtergebleven was, gevraagd hierin te komen bemiddelen. De verschansten wilden echter niet wijken, ondanks beloften van een vrije aftocht, ze wilden tot hun dood de toren bezet houden. Daarin waren ze zeer standvastig. Zelfs het beschieten van de kerktoren met een kanon deed hen niet wijken. Vanuit de toren werd met een roer gericht teruggeschoten op de belegeraars. In de kerktoren viel een dode, onder de burgers waren drie doden. Uiteindelijk stak men de toren in brand, de hele nacht werd het vuur aangewakkerd door de burgers. De stenen vloer had de verschansten echter gered, zij waren de volgende dag allemaal nog in leven, ondanks dat het bindwerk van de klokken gesmolten was. Terwijl men in Dokkum nog niet klaar was om een beleg te kunnen doorstaan, had Caspar de Robles met zijn vijfhonderd ervaren mannen voetvolk en zestig ruiters hun kamp opgeslagen in Oldenzijl. Zij waren op de vroege morgen van 15 september meteen naar Dokkum opgerukt.

## Ontzet en furie
De boeren vluchtten daarop de stad uit, burgers bleven weerstand bieden in de verwachting op een mogelijk ontzet door troepen van Sikke Tjessens. Uit Groningen waren zestig ruiters gekomen die de Kollumnerpoort bestormden. Er volgden wederzijdse felle gevechten. Een burger kwam om het leven, twee Walen. Uiteindelijk weten de Walen door te breken bij de Hanspoort, de verdedigers waren op de vlucht geslagen waardoor deze poort onbewaakt bleek. De verschansten in de kerktoren wisten de Walen deze informatie door te seinen. De rest van de soldaten lagen in omsingeling rondom de stad. De Walen stormden intussen de stad in en sloegen iedereen op hun pad dood. De stedelingen probeerden zich te verschuilen op de zolders van de huizen. Diegenen die zich in de toren verschanst hadden, maar ook katholieke burgers die zich succesvol in de huizen verstopt hadden kwamen nu tevoorschijn en sloten zich aan bij hun bevrijders. Intussen was bij de Walen een razernij ontstaan. Een nietsontziende woede. Mannen, vrouwen en kinderen werden vermoord zonder onderscheid te maken tussen katholieken of gereformeerden. De lijken lagen over de straten verspreid, de straten waren roodgekleurd van het bloed. De helft van de bevolking werd gedood. Robles had hen de vrije hand gegeven, waarop de Walen van plunderen tot moorden overgingen, zij richtten een bloedbad aan. Daarna staken zij delen van de stad in brand, waarbij vele burgers omkwamen, die zich tijdens de furie op de zolders van hun huizen hadden verstopt. Burgers die Spaansgezind waren liepen met bosjes stro door de stad om gespaard te blijven. Hoewel ook velen van hen beroofd werden door hun "bevrijders". De troepen van Schouwenburg waren een uur verwijderd van Dokkum toen ze een bende Walen rijkelijk voorzien van buit in de richting van Leeuwarden zagen trekken. Na schermutselingen wisten zij een deel van de buit te redden, de Walen sloegen op de vlucht.

## Nasleep
Door een stadsbrand brandde waarschijnlijk een groot deel van het stadje af. Volgens historische bronnen zouden ongeveer vierhonderd huizen in de as zijn gelegd. Uit resultaten van het dendrochronologisch laboratoriumonderzoek in opdracht van de stichting Historia Doccumensis in 20 panden in de binnenstad bleek echter dat waarschijnlijk niet de gehele stad werd platgebrand zoals tot dan toe gedacht was. Mogelijk betrof het alleen de westkant van het stadje. De stad moet snel opgebouwd zijn, in december dat jaar heeft Dokkum weer een nieuwe gemeenteraad, zij dienen een verzoek in voor vernieuwing van de stadsrechten. Deze worden in 1577 bevestigd door de koning.